# Judy Tate
Judy Tate Barlow (* 10. August 1955 in Chicago) ist eine amerikanische Popmusikerin (Gesang, Komposition) und Lyrikerin.
Tate war Mitglied der Laurie Bower Singers, mit denen seit Mitte der 1970er Jahre mehrere Alben entstanden. Außerdem gehörte sie zu The Corporate Image. Weiterhin sang sie im Film  Pippi Langstrumpf (für Annika) und in anderen Filmen. Sie ist auch auf Alben von Albert Hammond und Tom Middleton zu hören. 
Als Lyrikerin veröffentlichte Tate in The Dalhousie Review, The Rotary Dial, The Fieldstone Review, Vallum Contemporary Poetry und in The New Quarterly. 2015 trat sie auf dem Edmonton Poetry Festival auf. 2020 gewann sie den Jahrespreis der Zeitschrift Vallum.
Tate ist mit dem Schlagzeuger und Perkussionisten Brian Barlow verheiratet; die gemeinsame Tochter ist die Jazzsängerin und Synchronsprecherin Emilie-Claire Barlow, die ihr Lied „Angels’ Lullaby“ auf dem Album Winter Wonderland interpretierte.

## Diskographische Hinweise
- Elaine Overholt, Judy Tate, Colina Phillips Direct-To-Disc (1977)